# Rammingen (Badenia-Wirtembergia)
Rammingen – miejscowość i gmina w Niemczech, w kraju związkowym Badenia-Wirtembergia, w rejencji Tybinga, w regionie Donau-Iller, w powiecie Alb-Donau, wchodzi w skład związku gmin Langenau. Leży ok. 18 km na północny wschód od Ulm.